# Згубна самовпевненість
«Згубна самовпевненість: помилки соціалізму» — книга, написана економістом і політичним філософом Фрідріхом Гаєком та відредагована філософом Вільямом Уорреном Бартлі . Книга була вперше опублікована в 1988 році видавництвом Чиказького університету .  Було піднято питання про те, наскільки Бартлі був редактором і наскільки автором. 
Назва книги походить від уривка в «Теорії моральних почуттів» Адама Сміта (1759), хоча точна фраза не зустрічається в книзі Сміта. 

## Огляд
У цій книзі Гаєк прагне спростувати соціалізм, демонструючи, що соціалістичні теорії є не лише логічно хибними, але й хибними є їхні передумови. Згідно з Гаєком, цивілізації зростали тому, що суспільні традиції надавали великого значення приватній власності, що призвело до експансії, торгівлі і, зрештою, до сучасної капіталістичної системи, яку він називає "розширеним порядком". Гаєк вважає, що це демонструє ключовий недолік соціалістичної думки, яка вважає, що лише цілеспрямовані зміни можуть бути найефективнішими. Крім того, він стверджує, що статистична (наприклад, "соціалістична") економіка не може бути ефективною, оскільки в сучасній економіці потрібні розпорошені знання. Крім того, Гаєк стверджує, що оскільки сучасна цивілізація, всі її звичаї і традиції природним чином призвели до нинішнього порядку і є необхідними для його продовження, то фундаментальні зміни системи, які намагаються її контролювати, приречені на провал, оскільки вони неможливі або нежиттєздатні в сучасній цивілізації. Цінові сигнали є єдиним засобом, що дозволяє кожному, хто приймає економічні рішення, обмінюватися неявними знаннями або розпорошеними знаннями один з одним для вирішення проблеми економічного розрахунку.

## Дискусія
Існує наукова дискусія щодо ступеня впливу Вільяма Воррена Бартлі на твір.  Офіційно Бартлі був редактором, який підготував книгу до публікації, коли Гаєк захворів у 1985 році. Однак включення матеріалу з філософської точки зору Бартлі та цитати, надані Бартлі іншими людьми  призвели до питань про те, яку частину книги написав Гаєк і чи знав Гаєк про доданий матеріал. Брюс Колдуелл вважає, що докази «чітко вказують на висновок, що книга була продуктом більше пера [Бартлі], ніж Гаєка. . . . Бартлі, можливо, написав книгу». 

## Цитати
Цікаве завдання економіки — продемонструвати людям, як мало вони насправді знають про те, чим, на їхню думку, вони можуть управляти.